# Egrisibergen
Egrisibergen (georgiska: ეგრისის ქედი) är en bergskedja i Georgien.   Den ligger i regionen Megrelien-Övre Svanetien, i den nordvästra delen av landet. Här finns bland annat bergen Lakumurasjdudi och Didghalidudi.